# Pomerode
Pomerode is een gemeente in de Braziliaanse deelstaat Santa Catarina. De gemeente telt 26.788 inwoners (schatting 2009).

## Naamgeving
Pomerode dankt zijn naam aan Pommeren; in het midden van de 19de eeuw vestigden zich hier Duitse immigranten. Zij bouwden een stad naar Duits model en cultiveerden er hun lokale Pommerse cultuur. Tot eind twintigste eeuw bleven de inwoners van Pomerode veeleer protectionistisch ingesteld. De stad bezit Duitse dansverenigingen, Biergärten en een Heimatmuseum, en driekwart van de bevolking is tweetalig Oost-Pommers en Portugees. De geografische afgeschermdheid heeft er echter toe geleid, dat zich in het Oost-Pommers van Pomerode bepaalde eigenaardigheden ontwikkeld hebben, onder andere door lexicale vermenging met Portugees.
Onder de dictatuur van Getúlio Vargas werd het gebruik van het Duits in Brazilië verboden; heden ten dage wordt de taal echter op school onderwezen en ondersteund door het Goethe-Institut. Pomerode heeft zijn eigen krant, de Pomeroder Zeitung, en een rockband, New Rose genaamd.

## Aangrenzende gemeenten
De gemeente grenst aan Blumenau, Indaial, Jaraguá do Sul, Rio dos Cedros en Timbó.